# Едуардо Ніньйо
Едуардо Ніньйо (ісп. Eduardo Niño, нар. 8 червня 1967, Богота) — колумбійський футболіст, що грав на позиції воротаря. По завершенні ігрової кар'єри — тренер.
Виступав, зокрема, за клуби «Америка де Калі», «Америка де Калі» та «Мільйонаріос», а також національну збірну Колумбії.

## Клубна кар'єра
У дорослому футболі дебютував 1985 року виступами за команду «Санта-Фе», в якій провів чотири сезони, взявши участь у 88 матчах чемпіонату. 
Своєю грою за цю команду привернув увагу представників тренерського штабу клубу «Америка де Калі», до складу якого приєднався 1990 року. Відіграв за команду з Калі наступні два сезони своєї ігрової кар'єри. Більшість часу, проведеного у складі «Америка де Калі», був основним гравцем команди.
Протягом 1992—1993 років захищав кольори клубу «Ботафогу».
У 1993 році повернувся до клубу «Америка де Калі». Цього разу провів у складі його команди шість сезонів. 
У 2000 році перейшов до клубу «Мільйонаріос», за який відіграв 2 сезони. Граючи у складі «Мільйонаріос» також здебільшого виходив на поле в основному складі команди. Завершив професійну кар'єру футболіста виступами за команду «Мільйонаріос» у 2002 році.

## Виступи за збірні
Протягом 1985–1987 років залучався до складу молодіжної збірної Колумбії.
У 1989 році дебютував в офіційних матчах у складі національної збірної Колумбії.
У складі збірної був учасником розіграшу Кубка Америки 1989 року у Бразилії, чемпіонату світу 1990 року в Італії, розіграшу Кубка Америки 1991 року у Чилі.
Загалом протягом кар'єри в національній команді, яка тривала 3 роки, провів у її формі 3 матчі.

## Кар'єра тренера
Входив до тренерського штабу збірної Колумбії, де опікувався підготовкою воротарів.

## Титули і досягнення
- Чемпіон Південної Америки (U-20): 1987